# واترلو (لندن)

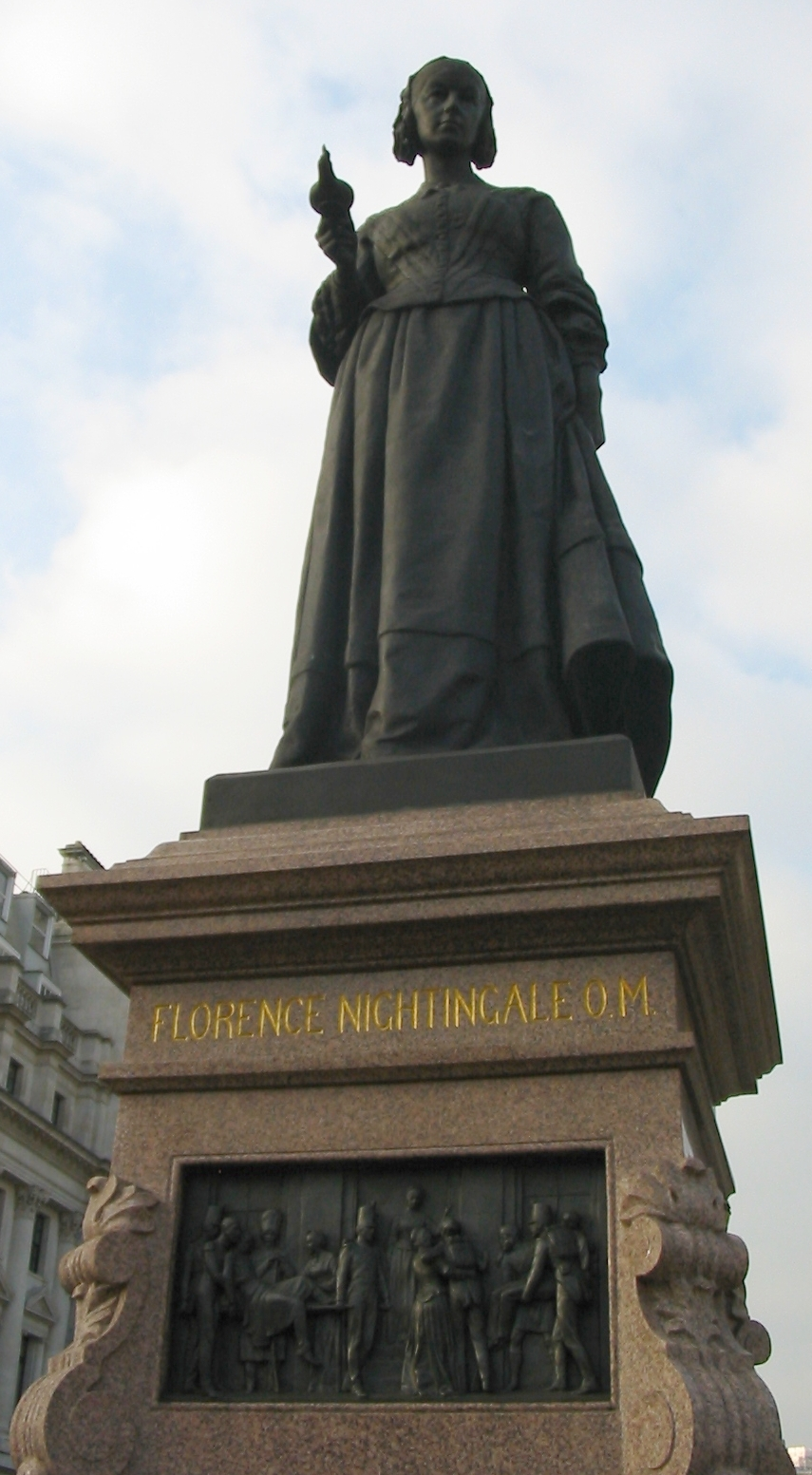
تمثال فلورنس نايتينجيل ينتصب شامخاً في واترلو.

تقع منطقة واترلو وسط لندن، وتشغل جزءاً من قسم بيشوبس التابع لبورو لامبيث في لندن. تبعد واترلو مسافة ميل (1.6 كم) شرق نقطة تقاطع تشيرنغ كروس. وواترلو هي أحد مناطق تنمية الأعمال التجارية التي تعرف باسم واترلو كوارتر، وتشمل شارع ذا كت ومسرح اولد فيك وينغ فيك. وتضم منطقة واترلو وبعض نواحي بورو ساوثورك.

## الهور
كانت منطقة واترلو هوراً يمتد نحو النقطة الشمالية لأبرشية لامبيث القديمة والتي كانت تعرف بهور لامبيث، لكن الأرض جففت في القرن الثامن عشر وسمي شارع لَور مارش في ذكرى هذه المنطقة.

## أماكن شهيرة
يربط جسر واترلو بين منطقة واترلو بمنطقة الستراند من الضفة الشمالية لنهر التايمز. وقد افتتح أول جسر في المنطقة عام 1817م أما الجسر الحالي فقد شيًد عام 1945م. وسمي الجسر نسبة إلى معركة واترلو وتخليداً لها، فهي آخر معارك نابليون بونابرت عام 1815م. وكان شارع واترلو من الأماكن التي شيدت تلك الفترة وقد بني على أرض تعود إلى رئيس أساقفة كانتربيري. فيما تولى مفوضو بناء الكنائس الجديدة تشييد كنيسة القديس جون واترلو عام 1822 بعد ازدياد سكان أبرشية لامبيث. وشاعت تسمية واترلو على المنطقة المحيطة بمحطة قطار واترلو ولور مارش بعد افتتاح المحطة عام 1848م عبر معبر ناين ايلمز إلى واترلو.
وقد شيدت مكتبة واترلو العامة عام 1893م. وبقيت أبوابها مفتوحة للقراء حتى بداية السبعينيات بعدما تم إخلاؤها لضعف الخدمات.
وشيًدت كنيسة القديس بطرس عام 1897م وكانت من تصميم فريدريك والترس. فيما يشتهر شارع روبيل باحتفاظه بنمط مساكن جورجيا وغالباً ما يتًخذ موقعاً تصوًر فيه الأفلام وبرامج التلفاز.

## أعلام
- إيفلين كامبل (ممثلة) (1868 - ؟) ممثلة مسرح
- فرانكي فريزر (1923-2014) ، مجرم